# グッバイ・モロッコ
『グッバイ・モロッコ』（Hideous Kinky）は、1998年のイギリス映画。原作はエスター・フロイトの自伝的小説『郷愁のモロッコ』。

## ストーリー
1972年、二人の娘を連れてロンドンからモロッコ・マラケシュへやって来たシングル・マザーのジュリア。新天地での生活を満喫するジュリアと不自由な生活に不満を抱く娘たち。ある日、大道芸人のビラルと出会い、生活を共にするようになる。

## キャスト
※括弧内は日本語吹替
- ジュリア - ケイト・ウィンスレット（井上喜久子）
- ビラル - サイード・タグマウイ（高木渉）
- ビー - ベラ・リザ（菊地優見）
- ルーシー - キャリー・ムーラン（須藤祐実）
- エヴァ - シラ・スタンプ（玉川紗己子）
- サントニ - ピエール・クレマンティ（英語版）（千田光男）
- シャーロット - アビゲイル・クラッテンデン
- ベン・サイド - アフメッド・ブーラン（沢木郁也）
- スフィ・シーク - アミドウ（英語版）（上田敏也）
- パトリシア - ミシェル・フェアリー
- ヘニング - ケヴィン・マクキッド（加瀬康之）